# 552746 Annanobili
552746 Annanobili è un asteroide della fascia principale. Scoperto nel 2010, presenta un'orbita caratterizzata da un semiasse maggiore pari a 2,6017535 au e da un'eccentricità di 0,2653025, inclinata di 14,21944° rispetto all'eclittica.
L'asteroide è dedicato all'astrofisica italiana Anna Maria Nobili.